# Acacia wrightii
Acacia wrightii é uma espécie de leguminosa do gênero Acacia, pertencente à família Fabaceae.